# タンゲブ

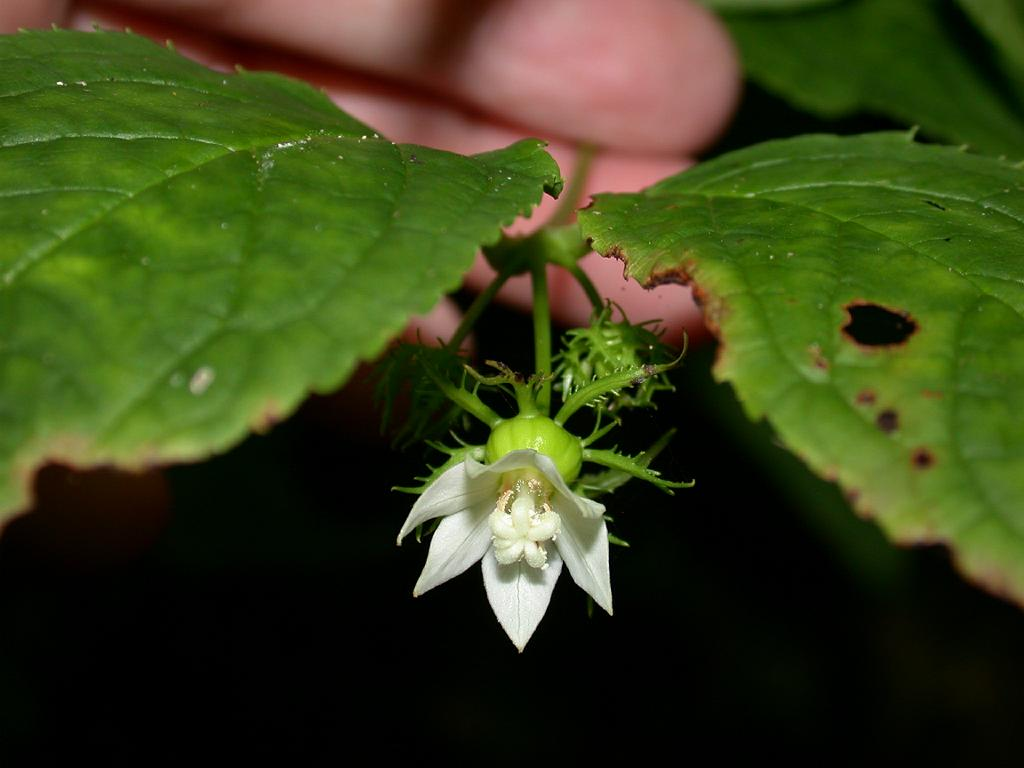
花

タンゲブ Codonopsis lancifolius (Roxb.) Kurz は、垂れ下がって育つ多年草。ツルギキョウ属に含まれる。

## 特徴
多年生の草本。茎は数本を群生し、その先端はやや垂れるように伸び、長さ30-80cmになる。葉は対生で、3-6mmの短い葉柄があり、葉身は披針形から卵状披針形で長さ5-11cm、幅1.5-5cm。葉身の先端は突き出して尖り（鋭尖頭）、基部はくさび形から丸くなっており、縁は鋸歯があるが時に不明瞭。葉の両面は無毛、または微毛が多少あり、下面は往々に灰白色になっている。
花は茎の先端に出て二叉分枝した集散花序となる。萼は花期には短いが、果実になる頃には伸びて花冠の基部付近までになる。歯片は線状披針形で通常は鋸歯があって長さ4-12mm。花冠は長さ8-12mm、径6mm、ごく浅い釣鐘型で白または淡い紅色。液果は球形で径1cmほどになり、初めは肉質だが後に乾質になって、不規則に避ける。種子は広楕円形で長さ0.6mm。
別名にタイワンツルギキョウ、シマギキョウがある。

## 分布と生育環境
種子島以南の南西諸島に分布し、国外では台湾、中国からインド、マレーシアまで知られる。森林内、山地の川岸など、湿気の多いところに見られる。